# Định luật Charles

Hoạ cảnh nêu lên mối quan hệ giữa thể tích và nhiệt độ tuyệt đối.

Định luật Charles (hay còn gọi là định luật thể tích) là một định luật khí thí nghiệm mô tả cách mà chất khí nở ra vì nhiệt. Một phát biểu hiện đại của định luật Charles là:

Khi áp suất của một mẫu khí khô là không đổi, nhiệt độ Kelvin và thể tích của nó sẽ tỉ lệ thuận với nhau.

Mối quan hệ tỉ lệ thuận có thể được viết thành:
{\displaystyle V\propto T}
Có thể hiểu là:
{\textstyle {\frac {V}{T}}=k,\quad hay\quad V=kT}
trong đó:
V là thể tích của khí,
T là nhiệt độ của khí (đơn vị đo là kelvin),
k là một hằng số.
Lượng khí không đổi cùng áp suất ở trạng thái 1 và 2 thìː
{\textstyle {\frac {V_{1}}{T_{1}}}={\frac {V_{2}}{T_{2}}}\qquad {\text{hay}}\qquad {\frac {V_{2}}{V_{1}}}={\frac {T_{2}}{T_{1}}}\qquad {\text{hay}}\qquad V_{1}T_{2}=V_{2}T_{1}.}
Đây là trường hợp đặc biệt của phương trình khí lý tưởng pV = nRT.

## Lịch sử
Định luật được đặt theo tên nhà khoa học Jacques Charles, người đã lập công thức cao định luật gốc trong một công trình không được công bố vào những năm 1780.
Ở trong hai trong số bốn bài tiểu luận được thuyết trình từ mùng hai đến ngày 30 tháng 10 năm 1801, John Dalton đã giới thiệu bằng thí nghiệm rằng tất cả các loại chất khí và hơi mà ông đã được học đều giãn nở một lượng như nhau giữa hai điểm nhiệt độ cố định. Nhà triết học tự nhiên người Pháp Joseph Louis Gay-Lussac đã xác nhận khám phá này trong buổi thuyết trình tại Viện Pháp quốc vào ngày 31 tháng 1 năm 1802, mặc dù ông đã công nhận khám phá này là từ công trình không được công bố từ thập niên 1780 của Jacques Charles. Những nguyên tắc cơ bản đã được Guillaume Amontons và Francis Hauksbee mô tả từ một thế kỉ trước.
Các công thức trên là cách viết khác của định luật Gay-Lussac thực sự: V(T) = V0[1 + a0(T - T0)]
với  V0, a0 = 1/T0 là thể tích, hệ số giản đẳng áp khí ở nhiệt độ chuẩn (0 °C) T0 = 273,15 K
V(T): thể tích khí ở nhiệt độ T
hay tổng quát với khí lý tưởng: V2 = V1[1 + aV(T2 - T1)], trong đó aV = 1/T1